# Wspólnota administracyjna Großlangheim
Wspólnota administracyjna Großlangheim – wspólnota administracyjna (niem. Verwaltungsgemeinschaft) w Niemczech, w kraju związkowym Bawaria, w rejencji Dolna Frankonia, w regionie Würzburg, w powiecie Kitzingen. Siedziba wspólnoty znajduje się w miejscowości Großlangheim.
Wspólnota administracyjna zrzesza dwie gminy targowe (Markt) oraz jedną gminę wiejską (Gemeinde): 
- Großlangheim, gmina targowa, 1 613 mieszkańców, 14,77 km²
- Kleinlangheim, gmina targowa, 1 674 mieszkańców, 19,09 km²
- Wiesenbronn, 961 mieszkańców, 10,57 km²